# Csehország (történelmi tartomány)
A történelmi Csehország tartomány (csehül Čechy, latinul Bohemia, németül Böhmen) a mai Csehország területének nyugati és középső részén elhelyezkedő történelmi régió, amely az egykori Cseh Királyság területével egyezik meg a Morva Őrgrófság nélkül, így tehát nem azonos a Morvaországot is magába foglaló mai Csehországgal, azaz a Cseh Köztársasággal. Területe 52 750 km², lakosainak száma 6,25 millió (A Cseh Köztársaság összlakossága 10 649 800 fő). Nyugatról Németország, északkeletről Lengyelország, keletről Csehország másik fő tartománya, Morvaország, délről pedig Ausztria határolja.
A területen alakult ki a 10. században a csehek elődeit alkotó számos nyugati szláv törzs egyesítésével a cseh fejedelemség, majd királyság, amely a Német-római Birodalom egyik választófejedelemsége volt. Története tartósan összekapcsolódott Morvaországéval, amelynek élén a cseh király hűbéreseként a morva őrgróf állt. A fehérhegyi csata után Csehország és Morvaország külön-külön lett a Habsburgok örökös tartománya, ma pedig Szilézia egy kis részével együtt alkotják a Cseh Köztársaságot.

## Név
A név a kelta boiok népnevéből eredeztethető (Boiohaemum: a boiok otthona, latinul Bohemia).

## A politikai határvonal kiszögellései
Aš-i-kiszögellés (a történeti Csehország legnyugatibb pontja, az Érchegységben), Frýdlant-i-kiszögellés, Šluknov-i-kiszögellés (a cseh országrész legészakibb pontja, a lausitzi határnál), Broumov-i-kiszögellés, Polička-i-kiszögellés.

## Fekvése

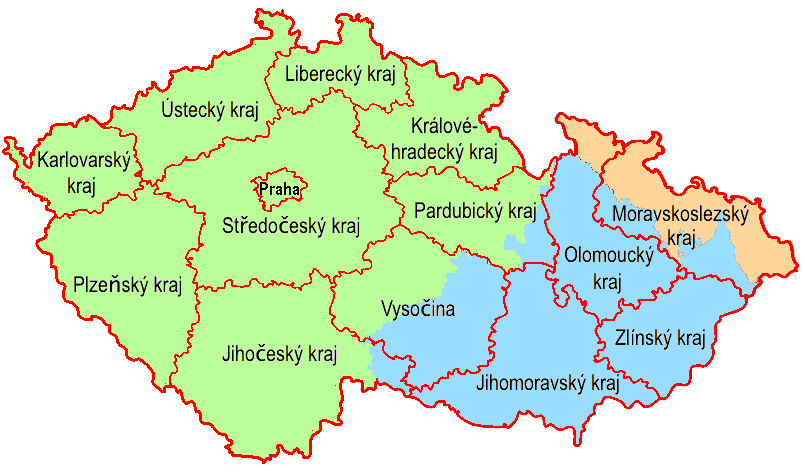
A mai Csehország részei:

A történelmi hármas határ Morvaországgal és Ausztriával a Böhmische Saß legmagasabb pontjánál, a Hohen Steinnél található, Staré Město pod Landštejnemben.
Továbbá Csehországot négy hegység határolja:
- a Cseh-erdő(wd) (délnyugati határ az osztrák Mühlviertel és Bajorország irányában)
- az Érchegység (északnyugati határ Szászország irányában)
- a Szudéták (északi és északkeleti határ Felső-Lausitz és Szilézia felé)
- a Cseh–Morva-dombság (keleti határ Morvaország és déli határ Waldviertel felé)

Kevés kivétellel a Moldva és az Elba folyók vízgyűjtő területeinek választóvonalai határolják (egészen a német határig). Utóbbiba ömlik az Eger, melynek forrásvidéke Frankföldön, a Fichtel-hegységben terül el. Ezáltal a történelmi Csehország tartomány déli határai az európai fő vízválasztó vonal részét képezik.
A történelmi tartomány Csehország nyugati részének kétharmadán terül el. Hozzátartozik Prága, a cseh fővárost körülvevő Közép-csehországi kerület és az ezen régiót az óramutató járásával megegyező irányban övező Libereci kerület, a Hradec Králové-i kerület, a Pardubicei kerület nagyobbik része, Vysočina kerület nyugati fele, majdnem az egész Dél-csehországi kerület, a Plzeňi kerület, a Karlovy Vary-i kerület, az Ústí körüli Ústí nad Labem-i kerület, és a manapság a Dél-morvaországi kerülethez tartozó Jobova Lhota.
Mai határai több mint ezer évesek, az Egerland régió csak a késő középkortól tartozik hozzá. Csehországot három oldalról hegyvidék határolja. A Fichtel-hegység révén csatlakozik a középnémet teraszos vidékhez. A történelmi Csehország olyan szorosan összefügg Morvaországgal, hogy egyrészt az Eger, az Elba és a Duna folyók, másrészt a Morva és a Naab folyók közötti területen egy közös cseh-morva teraszos vidék figyelhető meg.
A Duna és az Odera vízgyűjtő területe a terület 6,4%-át teszi ki (3.184 km²), az Elbáé 48.772 km² nagyságú. Az Elba folyórendszeréhez tartozik a Moldva is, mely Mělníknél az Elbába torkollik.
A cseh teraszos vidéket (Közép-csehországi táblás síkvidék) az Elba és az Eger, a Sázava és a Berounka, továbbá a Moldva déli völgyei tagolják. A kisebb, közbezárt síkságok:
- Északcseh-medence (Mostecká pánev)
- Dolnooharská tabule
- Laun-Saazi-síkság[1]
- Theresienstadti-síkság
- Melniki lapály
- Nimburgi-síkság
- Pardubitzi-síkság
- Délcseh medencevidék (Jihočeská kotlina)
  - Budweisi-medence (Českobudějovická pánev)
  - Wittingaui-medence (Třeboňská pánev)

Találhatóak itt hegyek is:
- Andělská hora (713 m)
- Úhošť (591 m)
- Říp (455 m)
- Tok (853 m)
- Třemšín (822 m)
- Boubín (1.358 m)

Csehország természetes nyugati határa a Cseh-erdő, mely a Waldsasseni-fennsík révén a Fichtel-hegységgel áll kapcsolatban.

## Története
A történelmi Csehország területén emberi jelenléttel kapcsolatba hozható legkorábbi lelet kb. 1,87 millió éves (a berouni autópálya mellett találták). További lelőhelyek az ópaleolitikum időszakából a Brno melletti Stránská skála és a Prága melletti Přezletice, ezek a Cromer Interglaciálisból származnak. Ugyanakkor a marokkő és egyéb kőszerszámok tárgyi leletként való elismerése vitatott, így az emberi jelenlét ezen legkorábbi időszakban csak feltételezhető.
A Középső Paleolitikumban a letelepedés a Saale-jégkorszakban kezdődött, pontosabban az Intra-Saale-Interglaciálisban (kb. bp 200000 éve ). A táborozás eleinte a szabadban folyt, csak a Würm-glaciális idején költöztek vissza az emberek a barlangokba. Hosszú időn át lakott lelőhelyek Bečov Észak-Csehországban, Morvaországban pedig a Kůlna-barlang és Moravský Krumlov. A talált emberi maradványok a neandervölgyi embertől származnak, a szerszámok többek között az Acheulean-korból. A Közép-Paleolitikum időszakából származnak az első utalások távolból érkező nyersanyagimportra.
A neopaleolitikumban az Aurignaci kultúra az első, mely a modern (cro-magnoni) emberrel kapcsolatba hozható. Gazdag lelőhelyek a morvaországi Mladečnél levő Lautscher Barlang, ill. a Hradsko erődítmény Mšenonál. Jellemzőek erre a kultúrára az ún. Lautsch-i típusú, csontból készült lándzsák. A régió legjelentősebb paleolitikus jelensége a Gravetti kultúra, ill. annak helyi verziója, a Pavlovi kultúra, melyet a morvaországi Dolní Věstonice és Pavlov, továbbá a történelmi cseh tartományban található Předmostí lelőhelyek képviselnek. Virágkoruk kb. 29.000 évtől 24.000 évvel ezelőttig tartott. A leletek között több település, rituális temetkezőhely, mamutcsontok, szerszámok, kőből készült műtárgyak, elefántcsont és égetett agyag is találhatóak, melyekből következtetni lehet a mamutvadászok anyagi kultúrájára, ill. szellemi- és hitvilágára is. Különösen ismertek a stilizált nőfigurák, mint pl. a Dolní Věstonice-i vénusz.
A mezolitikum korából csak kevés lelőhely létezik, ezek Csehország egész területén szétszórva találhatóak meg. Szakmailag érdekes egy mezolitikumi település a Cseh-erdőben magasabban fekvő részében Horní Planánál.
I. e. 5300-tól 4500-ig létezett egy nagy neolitikumi település a történelmi Csehország területén. 

### Az ókorban és a korai középkorban
Az i. e. 1. századtól Csehország területét, valamint az attól délre eső területeket a kelta bójok népe lakta, akiket a dákok éppen kiszorítottak a Kárpát-medence területéről, i. e. 15-ben a Dunától délre eső Noricumot pedig a Római Birodalom annektálta. Csehország germán és latin neve a bójoktól származik.
A szláv törzsek a Pripjaty menti őshazájukból a 6. század folyamán kezdték benépesíteni a Kárpátoktól és az Oderától nyugatra eső területeket. A Cseh-medence és a környező hegyek területén megtelepedő törzsek voltak az itt kialakuló csehek elődei. A cseh törzsek a 7. században Szamo fejedelemségének a része voltak, amelyeket Szamo az Avar Birodalom támadásai elleni védekezésül hozott létre. A 9. században a Morva Fejedelemség befolyása érvényesült a cseh törzsek felett.

### Cseh Fejedelemség
A cseh törzseket egyesítő cseh fejedelemség a 9. században kezdett kialakulni Levý Hradec központtal. Ekkor még a Morvaország központú Morva Fejedelemség befolyása alatt állt. A központ hamarosan Prága lett, ahol a 920-as években a cseh törzsbeli Přemysl nemzetség került hatalomra. Legnagyobb vetélytársuk a zličan törzsbeli Slavník nemzetség, akiknek Libice volt a központja.

## Történelmi közigazgatási beosztás

### Régi cseh körzetek
IV. Károly a 14. sz. közepén a királyságát nagy közigazgatási egységekre osztotta. egy ilyen közigazgatási egység cseh nyelven kraj, latinul pedig circulus néven szerepelt a dokumentumokban. Csehországban 7-16 ilyen körzet volt. Morvaország 2-6 körzetből állt, Osztrák-Szilézia kettőből. A körzetek száma és azok nagysága többször is változott. A körzetek ezen beosztása 1862-ig volt érvényes, de a gyakorlatban már nem sokkal az 1848-as forradalom után sem volt gyakorlati szerepe.
A körzetek beosztása 1833 és 1849 között Johann Gottfried Sommer nyomán:
- Berouni Körzet (Beroun)[8]
- Bidschowi Körzet (Jičín)[9]
- Budweisi Körzet (České Budějovice)[10]
- Bunzlaui Körzet (Mladá Boleslav)[11]
- Čáslavi Körzet (Čáslav)[12]
- Chrudimi Körzet (Chrudim)[13]
- Elbogeni Körzet (Loket)[14]
- Kaurimi Körzet (Kouřim)[15]
- Klatovyi Körzet (Klatovy)[16]
- Königgrätzi Körzet (Hradec Králové)[17]
- Leitmeritzi Körzet (Litoměřice)[18]
- Pilseni Körzet (Plzeň)[19]
- Prachini Körzet (Písek)[20]
- Rakonitzi Körzet (Rakovník)[21]
- Saazer Körzet (Žatec)[22]
- Tábori Körzet (Tábor)[23]

### Politikai- és bírósági kerületek 1850-től 1938-ig
1850-től Magyarországot kivéve a Monarchia minden területén lecserélték a nagy körzeteket politikai kerületekre (közigazgatási kerületek), ezek egy vagy több bírósági kerületből álltak. Az ausztriai tartományokban ez a beosztás a mai napig fennáll. Általában egy politikai kerület (cseh nyelven: politický okres) kisebb lett mint a korábbi körzet és egy bírósági kerület (cseh nyelven: soudní okres) kisebb mint egy politikai kerület. A cseh koronatartományban 104 politikai körzet volt, ezen belül 229 bírósági kerület. Morvaországban 32, Osztrák-Sziléziában 9 politikai körzet volt.
A történelmi Csehországban ezen beosztás kisebb változásoktól eltekintve 1938-ig volt érvényben, tehát az első Csehszlovák Köztársaság idején is.

### Kerületek és körzetek a német megszállás alatt
Az 1938. szeptember 29-i müncheni egyezmény révén Csehszlovákia akarata ellenére Csehország főleg németül beszélő részét Reichsgau Szudétavidék néven a Német Birodalomhoz csatolták és városi-, továbbá országos körzetekre osztották; kormányzóságok voltak föléjük rendelve. Csehország többi része 1939. március 15. óta Cseh–Morva Protektorátus néven továbbra is politikai és bírósági körzetekre volt beosztva.
Reichsgau Szudétavidéken öt városi körzet és 52 megye volt. A Cseh-Morva Protektorátus 67 cseh és 30 morva politikai körzetből állt. Ez a közigazgatási beosztás volt érvényes a II. világháború végéig.

## Csehország kultúrája
A csehországi régióban története során vallási és etnikai ellentétek léptek fel. Ez a konfliktusok mellett termékeny kölcsönhatásokhoz is vezetett.
A csehországi kultúrát cseh, német és zsidó hatások együttélése és ütközése határozta meg. Például a Luxemburgi uralkodóház idején Prága a Parler művészcsalád alkotásainak egyik kiemelkedő helyszíne lett. A 19. és 20. században olyan írók mint Adalbert Stifter, Rainer Maria Rilke, Jaroslav Hašek, Franz Kafka, Max Brod, Karel Čapek, Franz Werfel, Johannes Urzidil és olyan zeneszerzők mint Bedřich Smetana, Antonín Dvořák, és Gustav Mahler merítettek munkáikban az ország gazdag kulturális tradícióiból.
A 19. század második felében kialakult egy minden ágat átfogó cseh tudományos- és kultúrközösség, melynek hatása többek között a századforduló prágai építészetében tükröződik. A csehországi német kisebbség termékenysége az egész német nyelvterülettel versenyben állt.
Az állattenyésztés terén az aranyszínű Kinsky-lovak említésre méltóak, ezen ritka fajta tenyésztését 1838-ban Chlumecben Octavian Kinsky kezdte el.
Híresek a cseh konyha, a cseh sör és a cseh koncert együttesek. A cseh konyha jellemzői a knédli, a húsételek és az édes desszertek. A történelmi Csehország kulturális tradícióiban szorosan kapcsolódik Bajorországhoz és Ausztriához - pl. a bécsi konyhában a cseh befolyás félreismerhetetlenül érezhető.
A művészkörökben egy bizonyos életstílust leíró bohém kifejezés a történelmi Csehország francia nevéből származik.
Csehország védőszentje és gyógyítója Szent Vencel. Nepomuki Szent János tisztelete is széles körben elterjedt.

## Lásd még
- Bohém
- Csehország uralkodóinak listája
- Szudétavidék
- Szudétanémetek